# Ферруццано
Ферруццано (итал. Ferruzzano) — коммуна в Италии, располагается в регионе Калабрия, подчиняется административному центру Реджо-Калабрия.
Население составляет 850 человек, плотность населения составляет 45 чел./км². Занимает площадь 19 км². Почтовый индекс — 89030. Телефонный код — 0964.
Покровителем коммуны почитается святой Иосиф Обручник, празднование 19 марта и в первое воскресение августа.